# Войтюк Адам Юрійович
Адам Юрійович Войтюк (1 серпня 1930, село Лебеді, тепер Рівненський район, Рівненська область — 23 липня 2005, місто Дрогобич, Львівська область) — український вчений, педагог, історик української літератури. Кандидат філологічних наук (1964), доцент (1970), доктор філологічних наук (1988), професор (1990).

## Біографія
Народився в селянській родині. У 1954 році закінчив Львівський державний університет імені Івана Франка, а в 1957 році аспірантуру Львівського державного університету імені Івана Франка.
З 1957 по 1964 рік працював вчителем української мови і літератури та завучем восьмирічної школи села Реклинець Великомостівського району Львівської області.
У 1965—2005 роках — доцент, професор (з 1988) кафедри української літератури Дрогобицького державного педагогічного інституту (університету) імені Івана Франка.
Досліджував історію української літератури 2-ї половини XIX ст., зокрема творчість Лесі Українки, Івана Франка, Пантелеймона Куліша; розробляв питання теорії літератури.

## Основні наукові праці
- Літературознавчі концепції Івана Франка. Львів, 1981.
- Корифеї рідного слова. Дрогобич, 1991.
- Проблеми творчості Лесі Українки: Посібник. Дрогобич, 2001.